# モリーナ・バッカリン
モリーナ・バッカリン（ポルトガル語: Morena Baccarin, 1979年6月2日 - ）は、ブラジル出身のアメリカ合衆国の女優。

## 来歴
ブラジルの女優である母親ヴェラ・セッタとジャーナリストである父親フェルナンド・バッカリンの間でブラジル・リオデジャネイロにて誕生した。7歳の時、家族とともにアメリカ合衆国ニューヨークのグリニッジ・ヴィレッジに渡った。ニューヨークにある中等教育の学校に通い、その後、ジュリアード学院に入学した。
彼女は、『NUMBERS 天才数学者の事件ファイル』、『メンタリスト』、『ラスベガス』、『ミディアム 霊能者アリソン・デュボア』、『ダート』、『ママと恋に落ちるまで』、『The O.C.』 、『グッド・ワイフ』など数多くのテレビシリーズにゲスト出演を果たした。
2002年から2003年にかけてテレビシリーズ『ファイヤーフライ 宇宙大戦争』にイラーナ役で出演、テレビシリーズ『スターゲイト SG-1』にはアドリア役で2006年から2007年まで登場した。

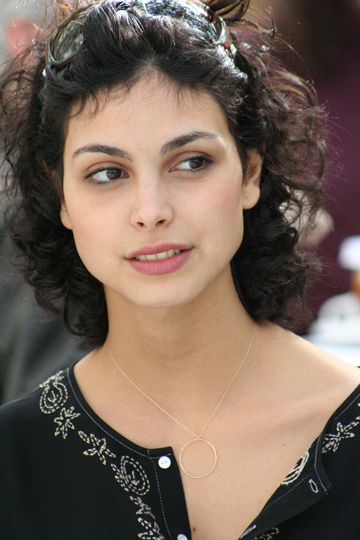
2006年

彼女は、2007年のテレビ映画『トレジャー・オブ・エジプト ファラオの秘宝』、2008年のミリタリーSF映画『スターゲイト 真実のアーク』 にもその姿を現わした。
2009年から2011年までABCのテレビシリーズ『V』に出演、アナ役を演じきった。彼女はこの役で2010年第36回サターン賞のテレビ部門の助演女優賞にノミネートされた。翌年、2011年第37回サターン賞では再び同部門の助演女優賞にノミネートされることとなった。
2011年、アニメテレビシリーズ『バットマン:ブレイブ&ボールド』において声の出演を果たしている。
2011年より2013年まで、人気ドラマシリーズ『HOMELAND』にて主人公ニコラス・ブロディの妻ジェシカを演じ、プライムタイム・エミー賞の助演女優賞にノミネートされた。
私生活では2011年11月にプロデューサーのオースティン・チックと結婚し、2013年に息子が生まれた。
その後離婚調停を経て離婚が成立。
2015年にはドラマ『GOTHAM/ゴッサム』で共演した俳優ベン・マッケンジーとの子を妊娠し、2016年に出産。2017年に結婚している。

## フィルモグラフィ

### 映画
| 年   | 題名                                                        | 役名                   | 備考                 |
| ---- | ----------------------------------------------------------- | ---------------------- | -------------------- |
| 2001 | PERFUME パフューム Perfume                                  | モニカ                 | 日本劇場未公開       |
| 2001 | Way Off Broadway                                            | レベッカ               |                      |
| 2002 | Roger Dodger                                                | バーの女               |                      |
| 2005 | セレニティー Serenity                                       | イナーラ               |                      |
| 2007 | トレジャー・オブ・エジプト ファラオの秘宝 Sands of Oblivion | アリス・カーター       | テレビ映画           |
| 2008 | Death in Love                                               | 美しい女性             |                      |
| 2008 | スターゲイト 真実のアーク Stargate: The Ark of Truth        | アドリア               | ビデオ映画           |
| 2009 | Stolen Lives                                                | ローズ・モンゴメリー   |                      |
| 2014 | Back in the Day                                             | ロリ                   |                      |
| 2015 | SPY/スパイ Spy                                              | カレン・ウォーカー     | 日本劇場未公開       |
| 2016 | デッドプール Deadpool                                       | ヴァネッサ             |                      |
| 2018 | デッドプール2 Deadpool 2                                    | ヴァネッサ             |                      |
| 2019 | 世界一不幸せなボクの初恋 Ode to Joy                         | フランチェスカ         | 日本劇場未公開       |
| 2020 | グリーンランド -地球最後の2日間- Greenland                  | アリソン・ギャリティ   |                      |
| 2020 | To Your Last Death                                          | ゲームマスター         | 声の出演             |
| 2021 | The Good House                                              | レベッカ・マカリスター |                      |
| 2022 | Last Looks                                                  | ロレーナ・ナシメント   |                      |
| 2023 | サイレンサー Fast Charlie                                   | マーシー・クレイマー   |                      |
| 2024 | デッドプール&ウルヴァリン Deadpool & Wolverine              | ヴァネッサ             |                      |
| 2024 | Millers in Marriage                                         | ティナ                 |                      |
| 2024 | Elevation                                                   | ニーナ                 |                      |
| TBA  | Greenland: Migration                                        | アリソン・ギャリティ   | ポストプロダクション |
| TBA  | The Wrecking Crew                                           |                        | 撮影中               |

### テレビシリーズ
| 年        | 題名                                                        | 役名                                          | 備考 |
| --------- | ----------------------------------------------------------- | --------------------------------------------- | --- |
| 2002-2003 | ファイヤーフライ 宇宙大戦争 Firefly                         | イラーナ・セラ                                | 計14話出演 |
| 2005-2006 | ジャスティス・リーグ Justice League                         | ブラックキャナリー                            | 計3話、声の出演 |
| 2006      | The O.C. The O.C                                            | マヤ・グリフィン                              | 計3話出演 |
| 2006      | キッチン・コンフィデンシャル Kitchen Confidential           | ジア                                          | 第1シーズン第11話「An Affair to Remember」                                                                                 |
| 2006      | ママと恋に落ちるまで How I Met Your Mother                  | クロエ                                        | 第2シーズン第7話「マーシャルのデート」                                                                                     |
| 2006-2007 | スターゲイト SG-1 Stargate SG-1                             | アドリア                                      | 計5話出演 |
| 2007      | ラスベガス Las Vegas                                        | サラ・サマリ                                  | 第4シーズン第14話「禁断のハーレム」                                                                                        |
| 2007      | Heartland                                                   | ジェシカ                                      | 計9話出演 |
| 2008      | Dirt                                                        | クレア                                        | 第2シーズン第6話「授賞式の夜」                                                                                             |
| 2008      | NUMBERS 天才数学者の事件ファイル Numb3rs                    | リン・ポッター                                | 第5シーズン第3話「カフェ殺人」                                                                                             |
| 2009      | ミディアム 霊能者アリソン・デュボア Medium                  | ブルック・ホイト                              | 第5シーズン第9話「仮面の下」                                                                                               |
| 2009-2011 | V                                                           | アナ                                          | 計22話出演 |
| 2010      | The Deep End                                                | ベス                                          | 未放送のパイロット版 |
| 2011      | バットマン:ブレイブ&ボールド Batman: The Brave and the Bold | チーター                                      | 第3シーズン第8話「Triumvirate of Terror!」 声の出演                                                                        |
| 2011-2014 | メンタリスト The Mentalist                                  | エリカ・フリン                                | 第3シーズン第19話「綺麗なバラにはトゲがある」 第4シーズン第15話「バラ戦争」 第7シーズン第3話「オレンジブロッサム・アイス」 |
| 2012-2013 | グッド・ワイフ The Good Wife                                | イソベル・スイフト                            | 計2話出演 |
| 2011-2013 | HOMELAND Homeland                                           | ジェシカ・ブロディ                            | 計29話出演 計7話クレジットのみ                                                                                             |
| 2014-2015 | THE FLASH/フラッシュ The Flash                              | ギデオン                                      | 計5話、声の出演 クレジットなし                                                                                             |
| 2015-2019 | GOTHAM/ゴッサム Gotham                                      | レスリー・トンプキンス                        | 計53話出演 |
| 2020      | トワイライト・ゾーン The Twilight Zone                      | ミシェル・ウィーバー / フィニアス・ローウェル | 第2シーズン第2話「休止時間」                                                                                               |
| 2022      | The Endgame                                                 | Elena Federova                                | 計10話出演 |